# Roestmos
Roestmos (Frullania) is een geslacht van levermossen uit de roestmosfamilie (Frullaniaceae). Het is het enige geslacht in deze familie.
In Nederland komen de volgende soorten voor:
- helmroestmos (Frullania dilatata)
- flesjesroestmos (Frullania tamarisci)

De volgende soort komt niet meer in Nederland voor:
- bros roestmos (Frullania fragilifolia)